# 稲武町
稲武町（いなぶちょう）は、かつて愛知県の北設楽郡・東加茂郡に属していた町。
1940年（昭和15年）に稲橋村と武節村が合併して成立した。前身2村から一字ずつとったのが町名の由来である。成立時は北設楽郡に属していたが、2003年（平成15年）に東加茂郡に変更され、2年後の2005年（平成17年）4月1日には周辺5町村とともに豊田市へ編入された。

## 地理
愛知県の北東端に位置し、愛知県・長野県・岐阜県との3県境付近に位置する。美濃三河高原に属し、町域の大部分を山地が占める。井山には面ノ木風力発電所が設置されている。矢作川とその支流沿いに集落が点在する。最終的には西三河地域である豊田市との合併を選択したが、元は長らく東三河地域に区分されていた。その影響もあってか、衆議院の小選挙区では豊田市が愛知11区であったのに対し、稲武は合併後も愛知14区のままであった。2022年6月、小選挙区の区割り見直しにより旧稲武町域も愛知11区に変更された。
町域のほぼ中央、名倉川と黒田川の合流地点に位置する市街地は、三州街道沿いの宿場町（武節宿）として発展した街である。
- 河川：矢作川、名倉川
- 湖沼：黒田貯水湖

- 稲武町中心部（武節町）
- 稲武町中心部（武節町）
- 名倉川
- 面ノ木風力発電所

### 隣接していた自治体
愛知県
東加茂郡旭町、足助町
北設楽郡設楽町、津具村
岐阜県
恵那市
長野県
下伊那郡根羽村

## 沿革
- 1940年（昭和15年）5月10日 - 北設楽郡稲橋村と武節村が合併し、稲武町が発足。
- 2003年（平成15年）10月1日 - 所属郡が北設楽郡から東加茂郡に変更。同時に所属地域が東三河から西三河に変更[1]。
- 2005年（平成17年）4月1日 - 西加茂郡藤岡町・小原村、東加茂郡足助町・下山村・旭町とともに豊田市に編入合併されたが、国政選挙の小選挙区は愛知14区のまま留め置かれた。
- 2022年（令和4年）6月16日 - 小選挙区の区割り見直しにより区割りが変更され、従来の愛知14区から切り離されて旧豊田市が属していた愛知11区に編入された。2005年に同じく合併していた他の市町村は合併当初より愛知11区であったが、旧稲武町だけは長らく愛知14区のままであった。新区割りは次回の選挙から適用される。

## 教育

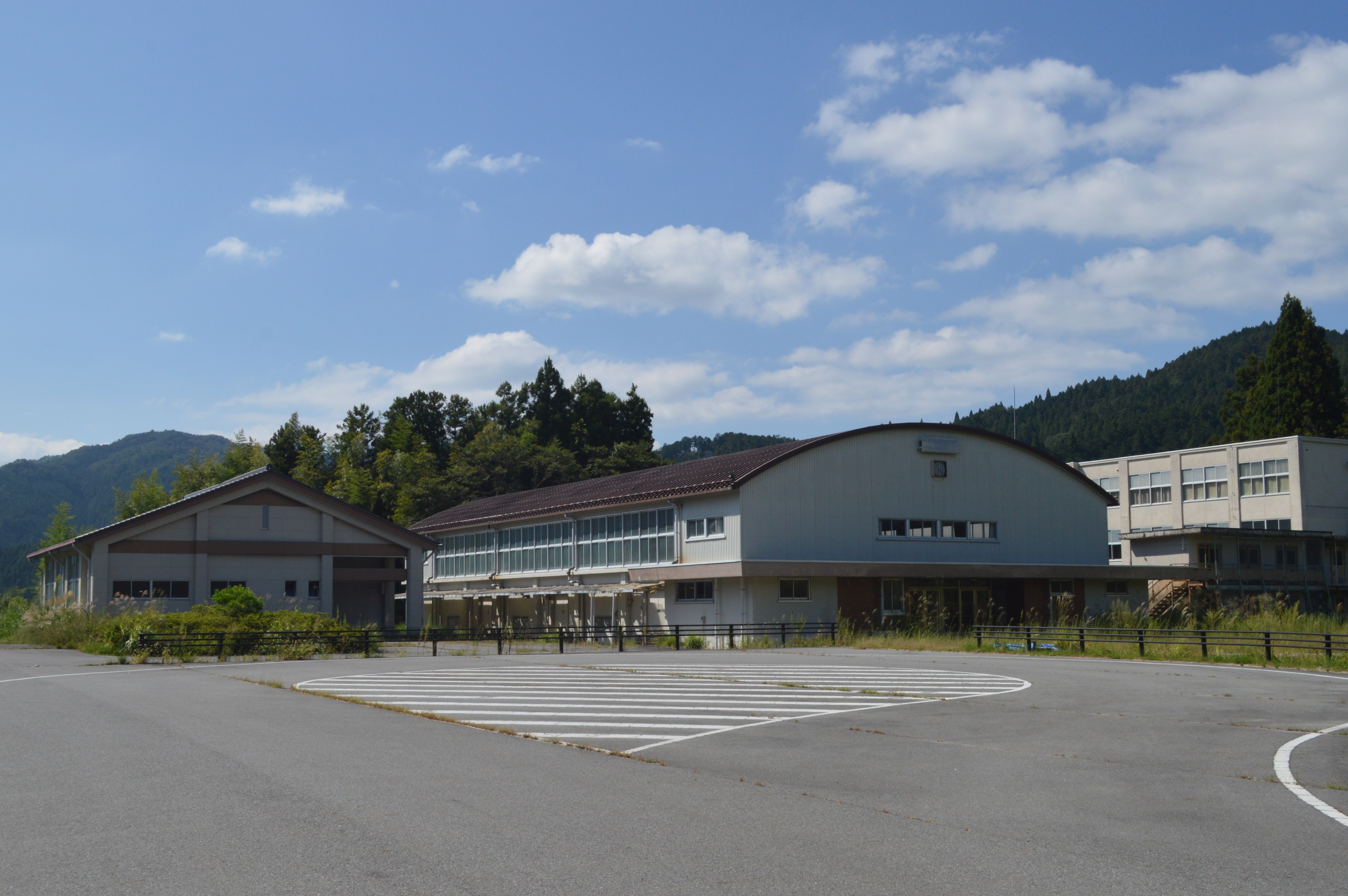
愛知県立田口高等学校稲武校舎

### 高等学校
- 愛知県立田口高等学校稲武校舎 - 豊田市への編入後の2008年に閉校となった。

### 中学校
- 稲武町立稲武中学校

### 小学校
- 稲武町立稲武小学校

### その他
- 名古屋市稲武野外教育センター

## 交通

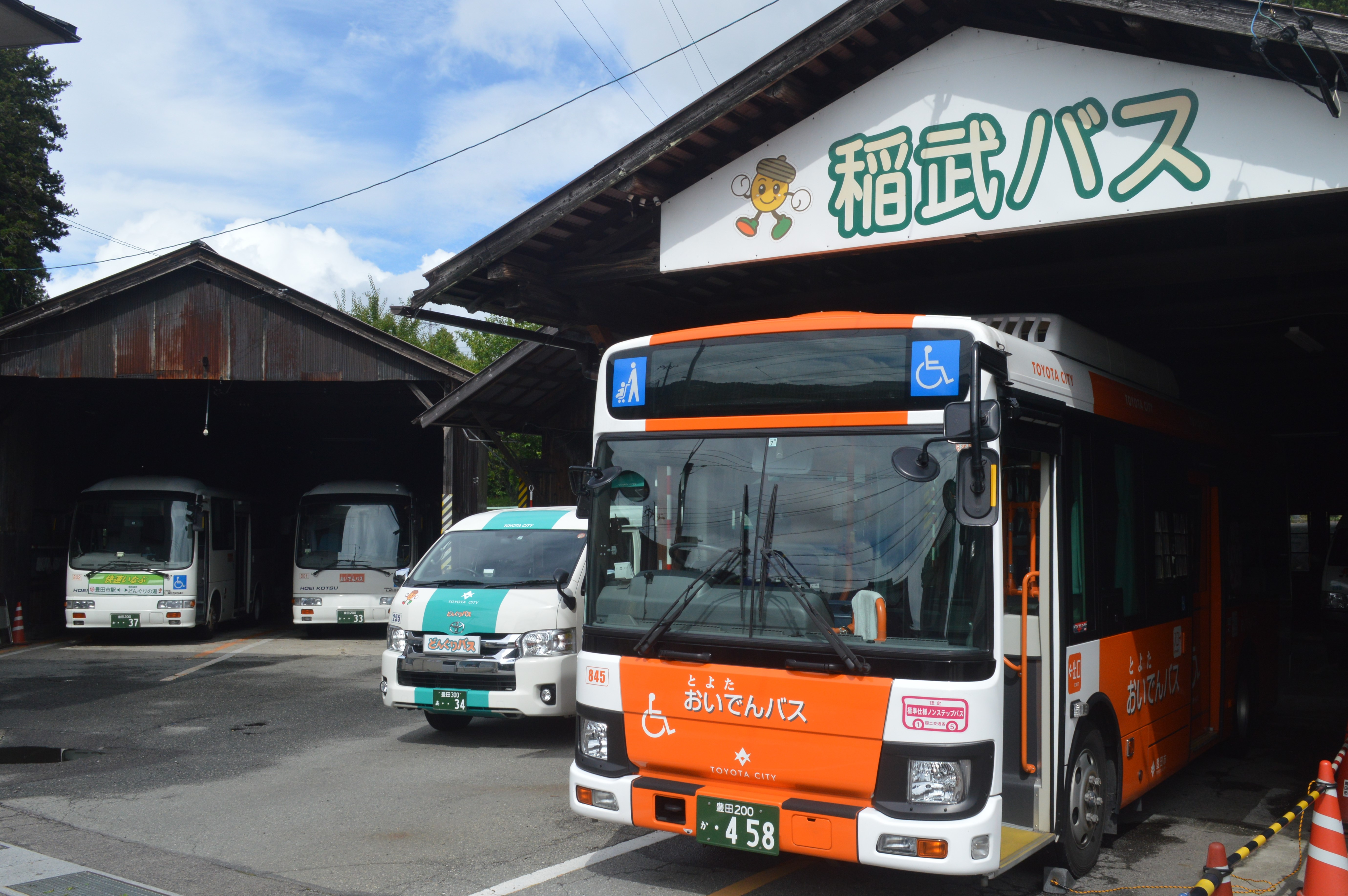
稲武バスセンター

町内を走る鉄道路線は存在しない。

### 道路
- 一般国道
  - 国道153号
  - 国道257号
- 主要地方道
  - 愛知県道20号瑞浪大野瀬線
  - 愛知県道80号東栄稲武線
- 一般県道
  - 愛知県道101号月瀬上矢作線
  - 愛知県道356号大野瀬小渡線
  - 愛知県道490号笹戸稲武線

### 路線バス
- 稲武バス（旧稲武町営バス）　稲武 - 足助、稲武 - 根羽、稲武 - 下山、稲武 - 押山 の4路線
- 設楽町営バス 稲武 - 下山 - 田口（設楽町）の1路線

## 娯楽
- 稲武劇場 - 映画館[2]。

## 名所・旧跡・観光スポット
- 池の平ワンダーランド
- 稲武夏焼温泉
- 道の駅どんぐりの里いなぶ - 1998年設置。
- 古橋懐古館 - 1958年開館。
- 豊田市立稲武郷土資料館「ちゅ〜ま」 - 1986年開館。2003年移転。
- 武節城 - 室町時代築城。
- 稲橋八幡神社
- 瑞龍寺
- 大井平公園

- 道の駅どんぐりの里いなぶ
- 古橋懐古館
- 武節城
- 瑞龍寺